# Rafael Trujillo (seglare)
Rafael Trujillo, född den 14 december 1975 i Cádiz i Spanien, är en spansk seglare.
Han tog OS-silver i finnjolle i samband med de olympiska seglingstävlingarna 2004 i Aten.